# Аполлон (бабочка)
Аполло́н (лат. Parnassius apollo) — дневная бабочка семейства Парусники (Papilionidae).
Видовое название дано в честь Аполлона (греческая мифология) — сына Зевса и Лето, брата Артемиды, божества красоты и света.

## Описание
Длина переднего крыла: 34 — 44 мм. Размах крыльев 65 — 90 мм. Крылья белого цвета, иногда кремового, у вершины прозрачные. По внешнему краю крыльев проходит серая широкая полоса с белыми пятнами, сливающимися в узкую полосу. На верхних крыльях — 5 чёрных пятен, а на нижних — 5 красных с чёрным контуром. Характерное расположение чёрных и красных пятен очень сильно варьирует. Нижние крылья закруглены. У бабочек, только что вышедших из куколки, крылья сначала желтоватые.
Тело значительно опушено. Усики с чёрной булавой. Глаза гладкие, крупные, снабженные маленькими бугорками, на которых сидят короткие щетинки.

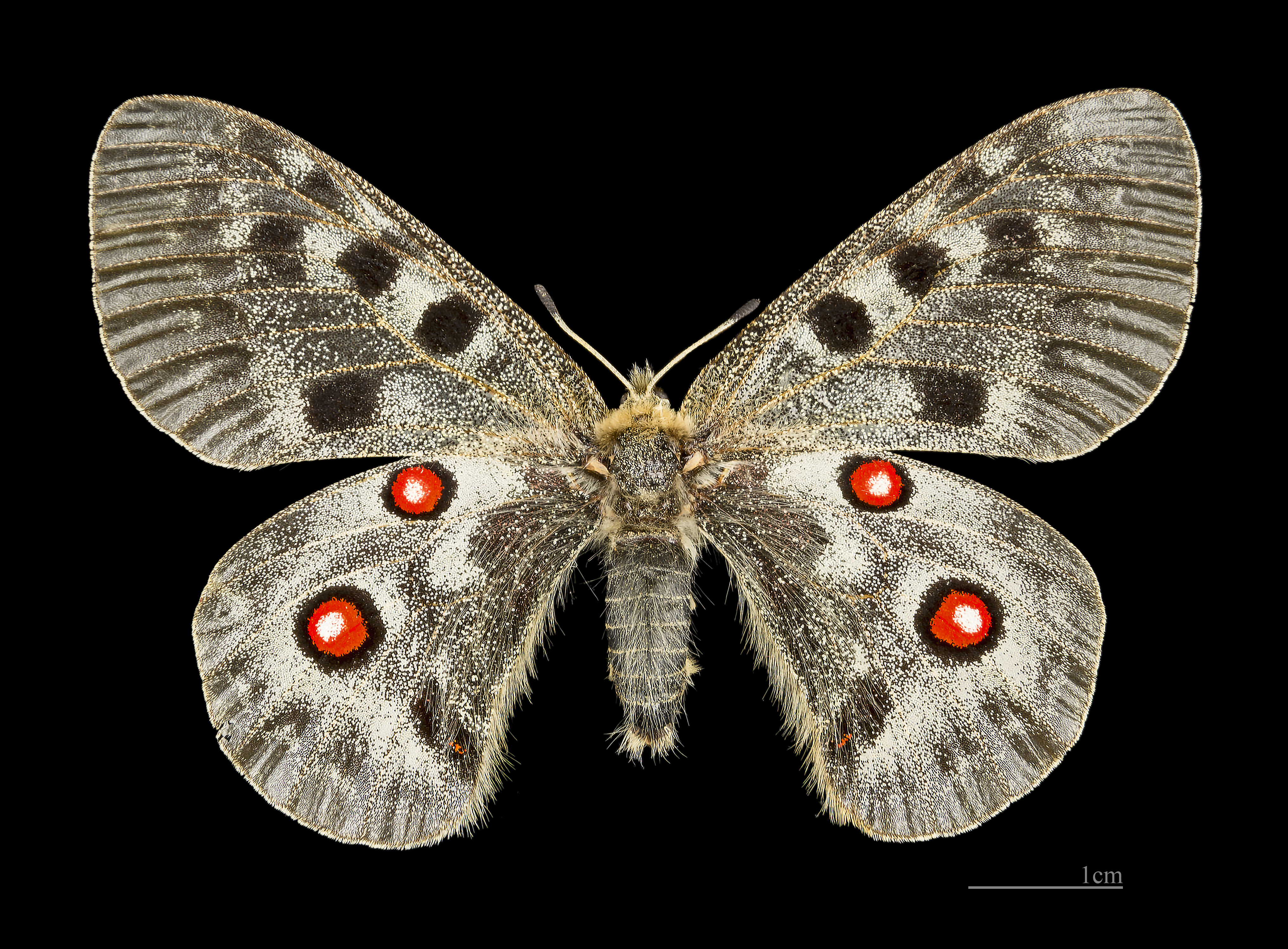
♀
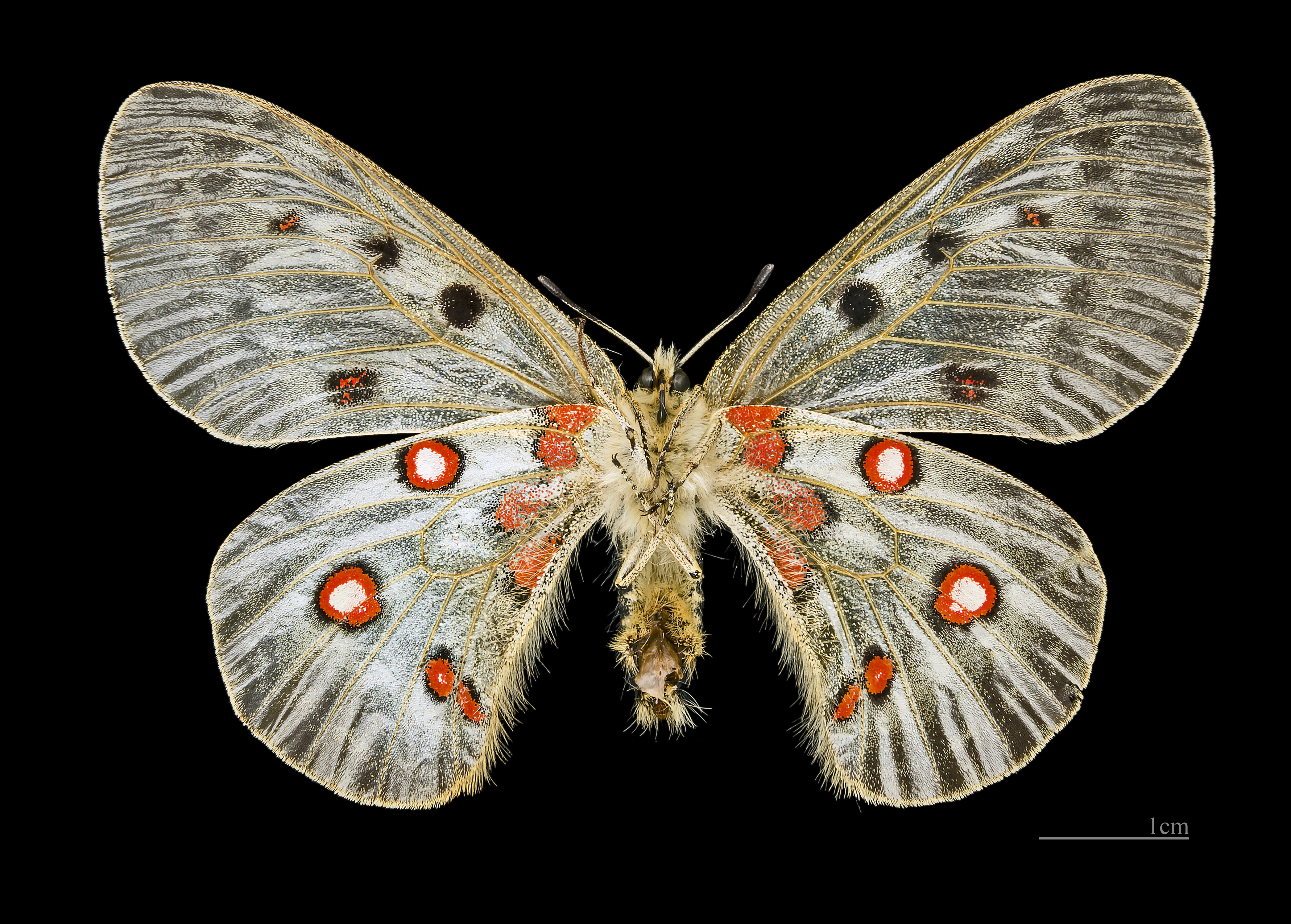
♀△
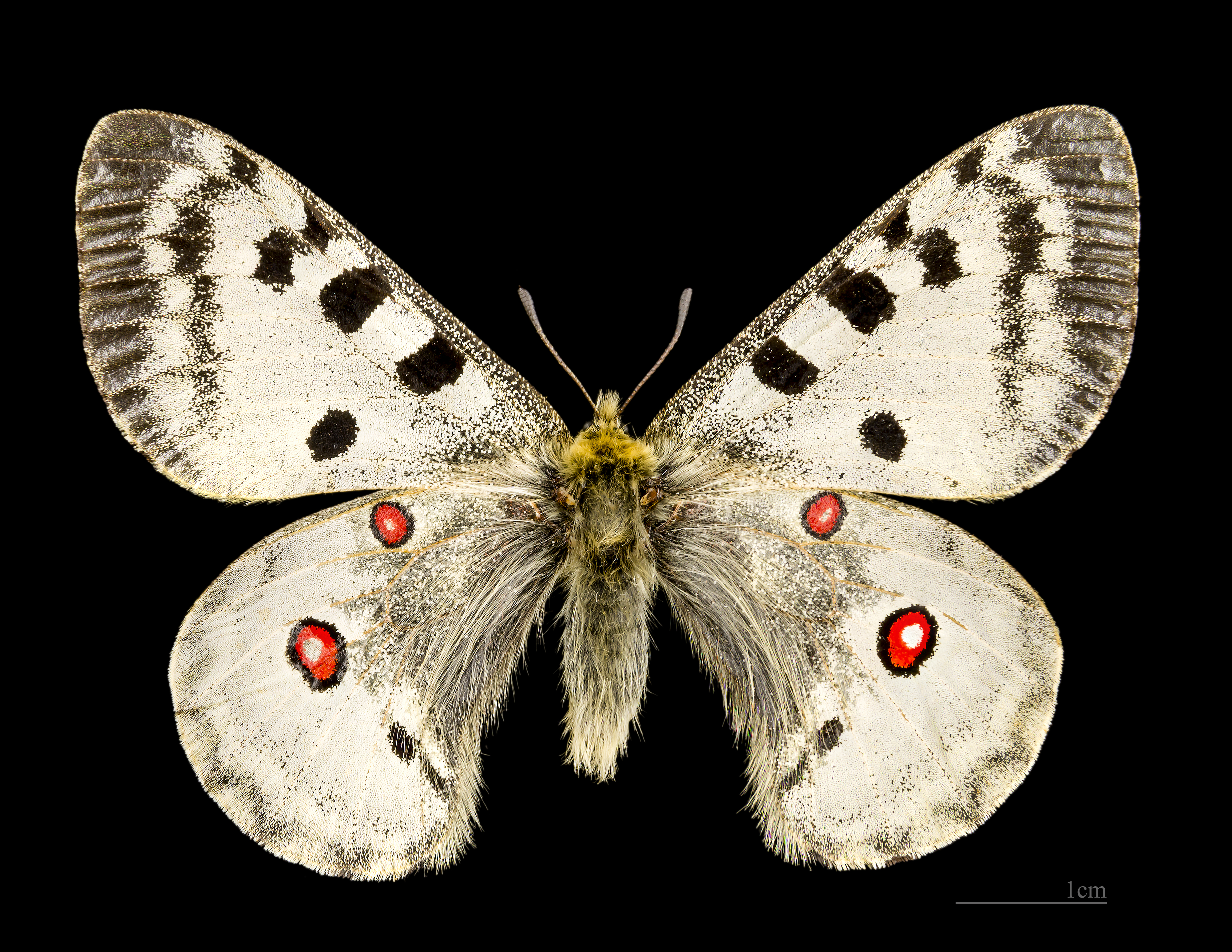
♂
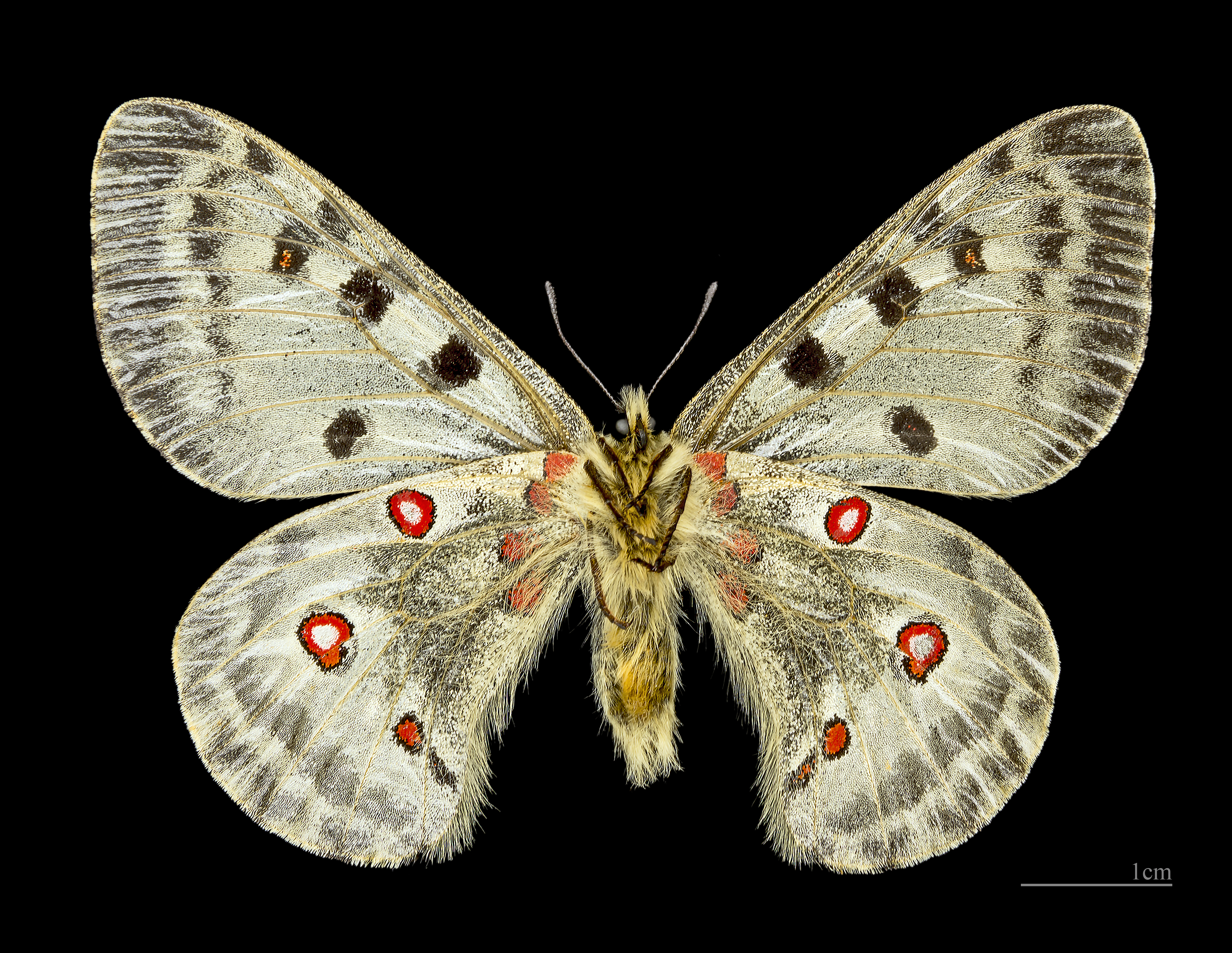
♂ △

## Ареал

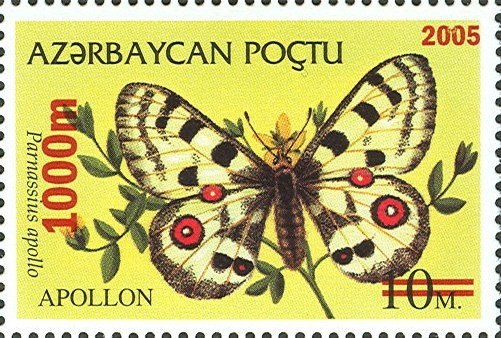
Почтовая марка Азербайджана

Горные массивы Европы, Южная Скандинавия, Норвегия, Швеция, Финляндия, Апеннинский полуостров, Франция, Центральная Испания, Украина, средняя полоса России, юг Урала и Западной Сибири, Кавказ и Закавказье, Турция, Южная Сибирь к востоку до Центральной Якутии и Забайкалья, Восточный Казахстан, Северный Тянь-Шань, Монголия.
В Польше, Литве, Латвии, Беларуси, а также Смоленской, Воронежской (последний раз бабочку ловили в 1971 году), Московской, Ярославской и некоторых других областях России в настоящее время известен лишь по старым находкам.

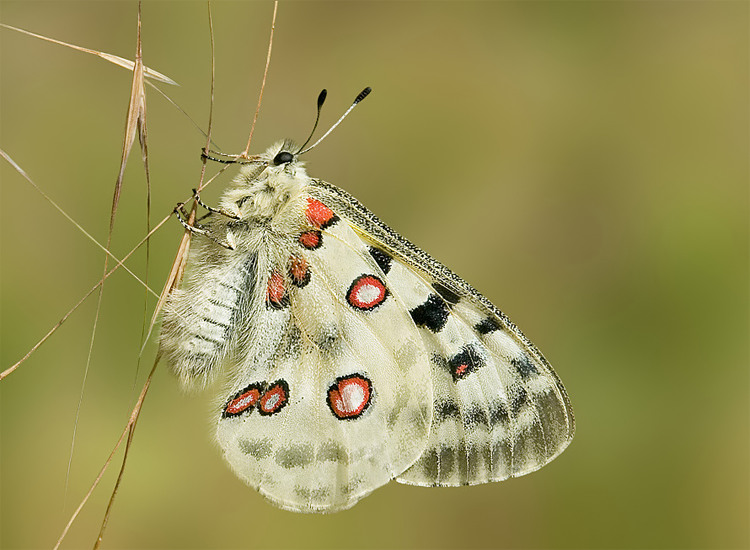
Нижняя сторона крыльев

### Место обитания
На равнинах Европы это сухие, прогреваемые солнцем опушки и большие поляны в сосновых и сосново-дубовых лесах, старые гари, пустоши и просеки ЛЭП. В горах — луговые долины на высоте до 2200 м, в Азии — нередко до 3000 м. В Южной Сибири поднимается до гольцов, но чаще встречается на открытых остепнённых склонах нижней части лесного пояса. В горах междуречья Селенги и Уды попадается в разреженных сухих сосняках, на полянах близ ручьёв и речушек.

## Биология
Развивается в одном поколении. Лёт имаго: июнь—сентябрь, в Центральной Европе середина июня—август.
Бабочки летают медленно, часто планируют, присаживаясь на различные цветущие растения. Посещают крупные цветки сложноцветных растений — бодяк (Cirsium), крестовник (Senecio), василёк (Centaurea), нивяник (Leucanthemum), душицу обыкновенную (Origanum vulgare), наголоватку (Jurinea), разные виды клевера (Trifolium) и другие нектароносы.
Бабочки более активны в полдень. Самки нередко сидят в траве, а будучи напуганными — резко взлетают и перелетают на расстояния до 100 метров. Порой, потревоженная в сонном состоянии или раненная бабочка валится на спину, раскрывает крылья, показывая свои красные пятна, и скребет ножками по нижней стороне крыльев, производя шипящий звук.

## Размножение

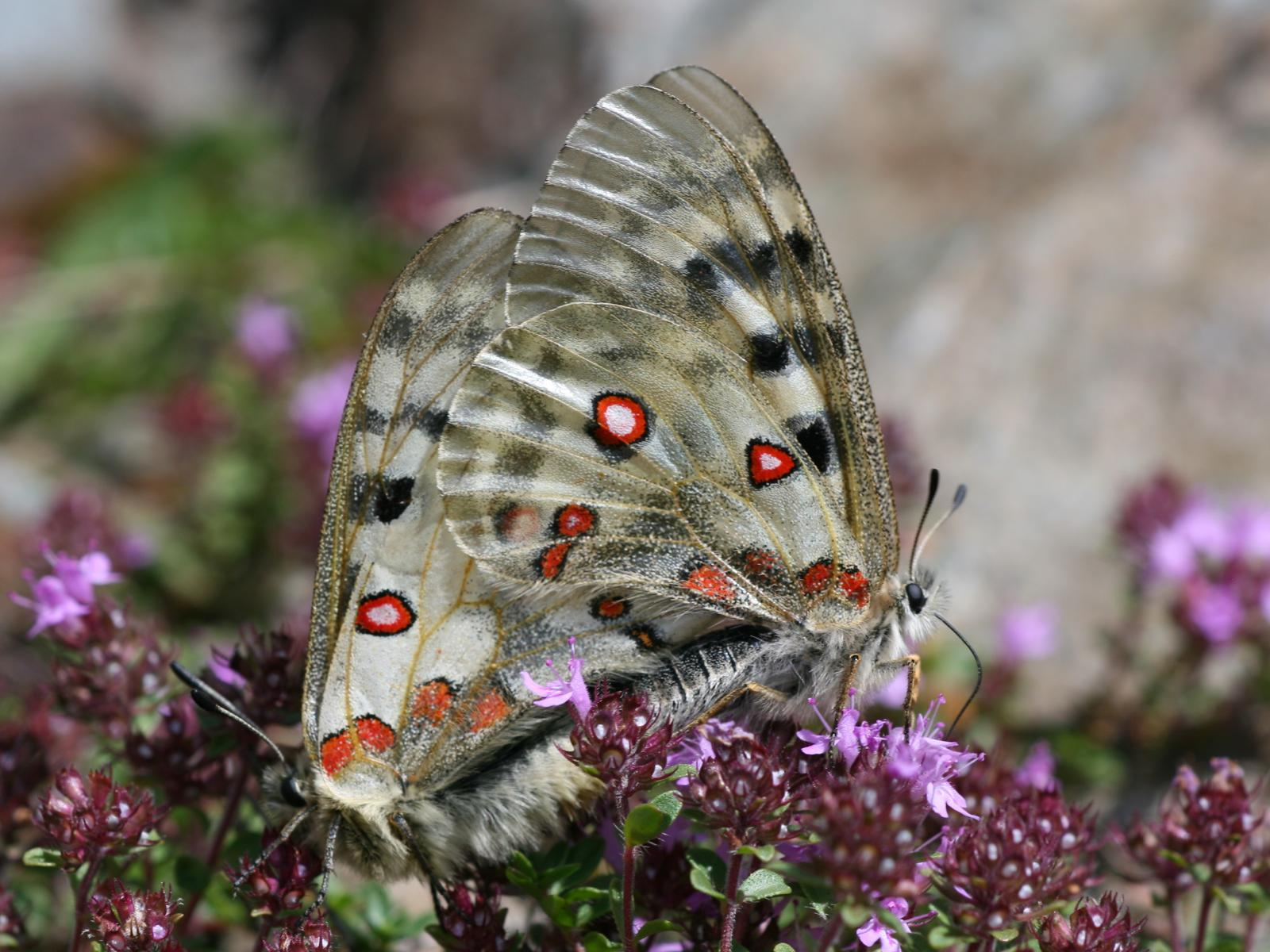
Спаривание самца и самки Аполлона обыкновенного

Самки аполлонов спариваются обычно вскоре после выхода из куколок, самцы — на второй-третий день. После спаривания снизу на брюшке самки появляется жёсткий хитиновый придаток — сфрагис (лат. — печать, пломба), формируемый половым аппаратом самца. Предназначение сфрагиса — исключить повторное оплодотворение самки другими самцами.

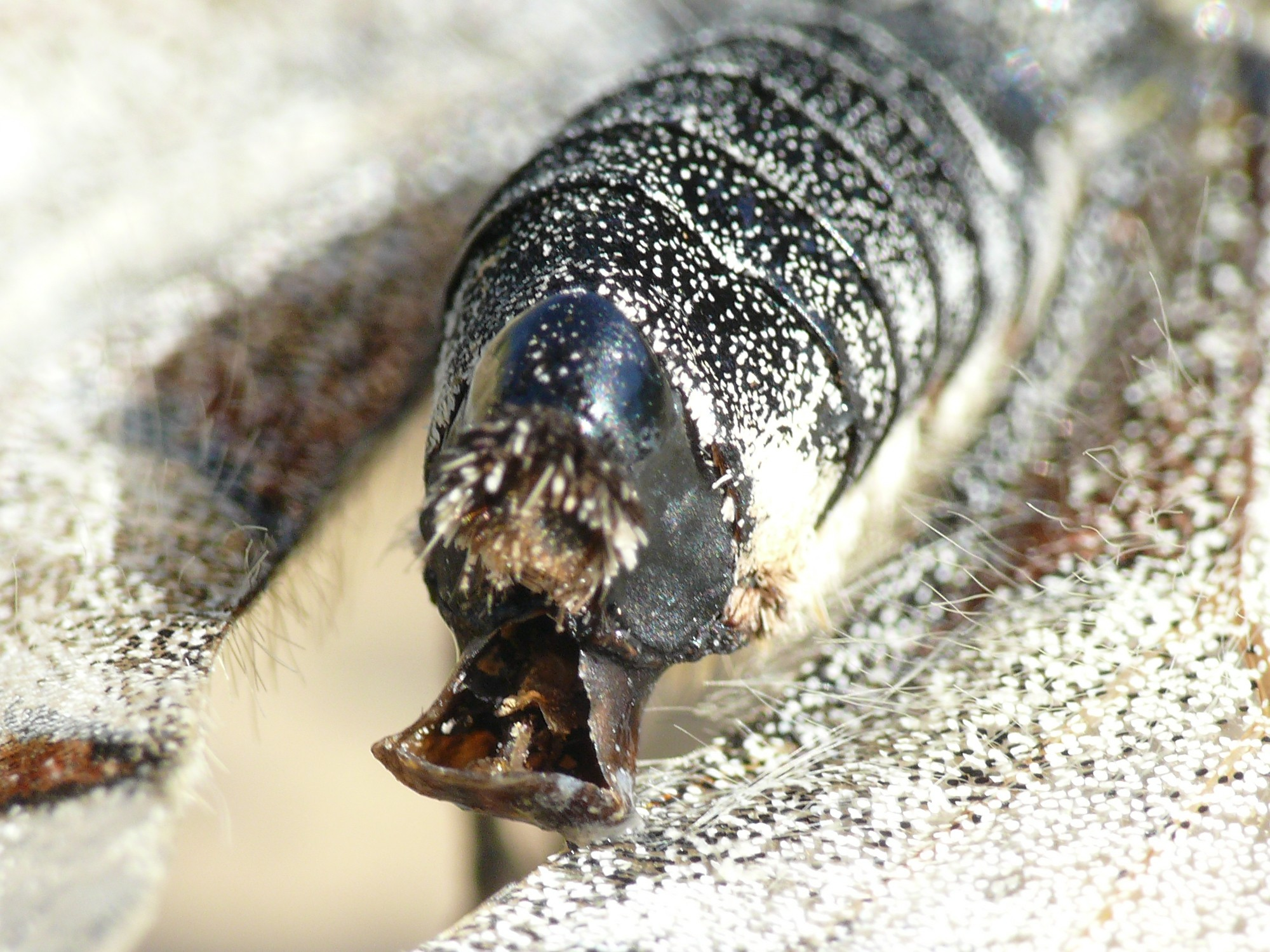
Сфрагис аполлона

### Яйцо
Яйцо белое, с ямкой в центре верхней части. Яйца откладываются по одному на различных частях кормового растения или рядом с ним. Всего самка откладывает 90—120 яиц.

### Гусеница

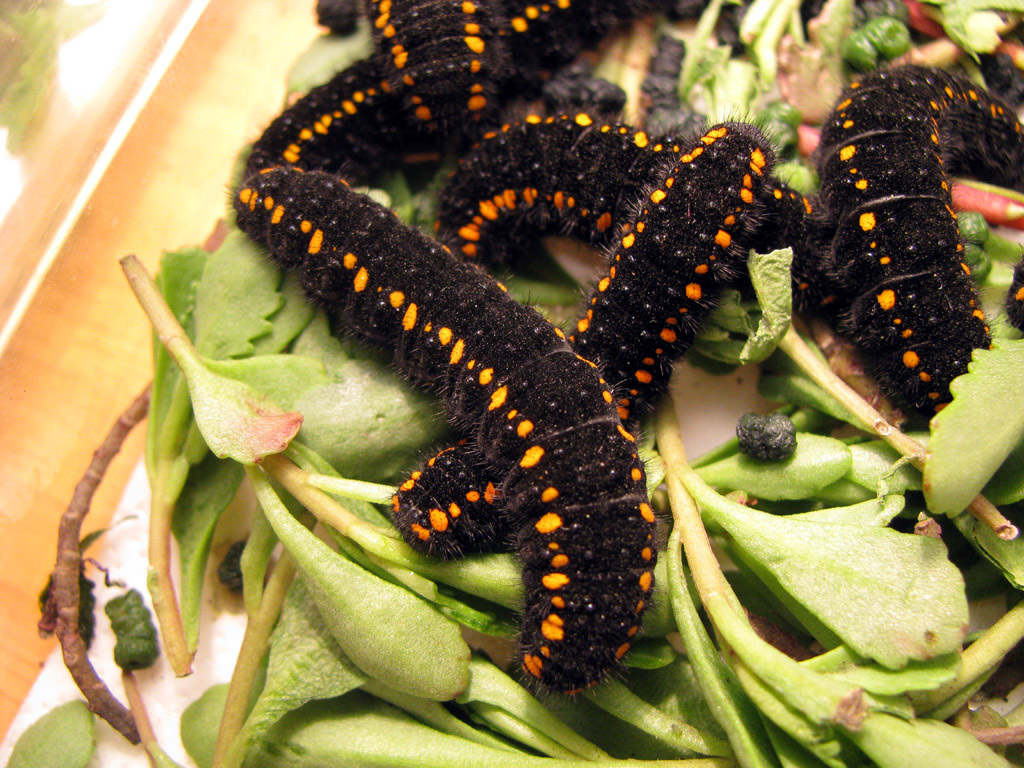
Гусеница аполлона обыкновенного

Стадия гусеницы на юге с апреля по июнь, в северных районах — с мая. Молодые гусеницы чёрного цвета, с рядами боковых беловатых пятен, — по одному на сегменте, и с пучками длинных чёрных волосков. Взрослая гусеница бархатисто-чёрная, с двумя рядами красных пятен, — одно крупное и одно мелкое на каждом брюшном сегменте, и бородавками сине-стального цвета — по две на сегменте. Дыхальца желтоватые или оранжевые, за головной капсулой — красновато-жёлтый осметрий, спрятанный в теле гусеницы. Он выпячивается в момент угрозы и издаёт неприятный отпугивающий запах. Длина взрослой гусеницы аполлона достигает 50 мм. Активна она только в солнечную погоду, а в пасмурные дни прячется в сухой траве и под камнями. Иногда перегрызает верхнюю часть стебля кормового растения, длиной до 20 см, чтобы съесть его на земле.
Зимуют яйца со сформированной внутри гусеницей.

#### Кормовые растения
Кормовым растением являются разные виды очитков: в европейской части России — очиток белый (Sedum album) и большой (S. telephium), в Западной Сибири — пурпурный (S. purpureum), в Средней Азии — Эверса (S. ewersii) и гибридный (S. hybridum). В качестве кормовых растений отмечены также очиток едкий (Sedum acre) и живучий (S. aizoon), разные виды молодила (Sempervivum), а на Алтае и в Саянах — горноколосник колючий (Orostachys spinosa).

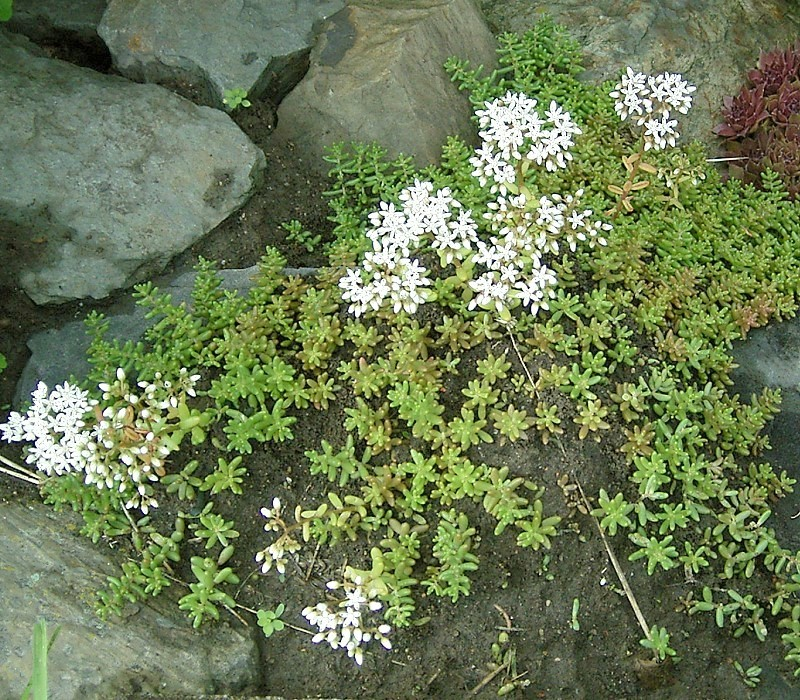
Sedum album — одно из кормовых растений гусеницы аполлона

### Куколка
Куколка длиной 18-24 мм, толстая, округлая. Сначала она светло-коричневая с полупрозрачными покровами, тёмно-коричневыми дыхальцами и рядом желтоватых пятен над ними по бокам спины, а через несколько часов после окукливания темнеет и покрывается светло-голубым мучнистым налётом. Окукливание на земле в рыхлом коконе. Стадия куколки длится от 8 дней до 2—3 недель.

## Вариабельность
Вид отличается сильной географической и популяционной изменчивостью.
Распределение пятен на крыльях во многих местах обитания вида варьируют, а его слабая миграционная способность и сильно удалённые друг от друга популяции способствуют закреплению и сохранению популяционных различий. В итоге описано уже более 600 форм этого вида. Внутривидовая систематика аполлона является спорной в среде энтомологов и сводится к двум подходам:
- первый — придание каждой крупной популяции статуса подвида;
- второй — полное отрицание подвидов путём сведения их к инфраподвидовым формам.

### Подвиды
На Европейской части России и Среднем Урале обитает подвид democratus (Krulikowsky, 1906). В лесостепи Западной Сибири можно обнаружить представителей подвида meinhardi (Sheljuzhko, 1924) — очень крупного, с большими черными и красными пятнами на молочно-белом фоне крыльев у самцов, и в налёте чёрных чешуек — самок. В Карпатах встречается подвид carpathicus (Rebel et Rogenhofer, 1892). В предгорьях Среднего и Южного Урала — limicola (Stichel, 1906), особи которого также очень крупны, а крылья самок имеют желтоватый оттенок. На Большом Кавказе распространён подвид ciscaucasicus (Sheljuzhko, 1924). Подвид breitfussi (Bryk, 1914) известен по нескольким экземплярам из Крыма. На Алтае выделяют подвид alpherakyi (Krulikowsky, 1906). На Саянах и в Предбайкалье встречается подвид sibiricus (Nordmann, 1851), а в восточной части Сибири, Байкальском регионе и в Монголии — hesebolus (Nordmann, 1851), с белоснежными крыльями, имеющими мелкие чёрные и красные пятна. В Кыргызстане обитает подвид merzbacheri. Несколько подвидов аполлона выделено на Пиренеях и в Альпах.

## Факторы, ограничивающие численность

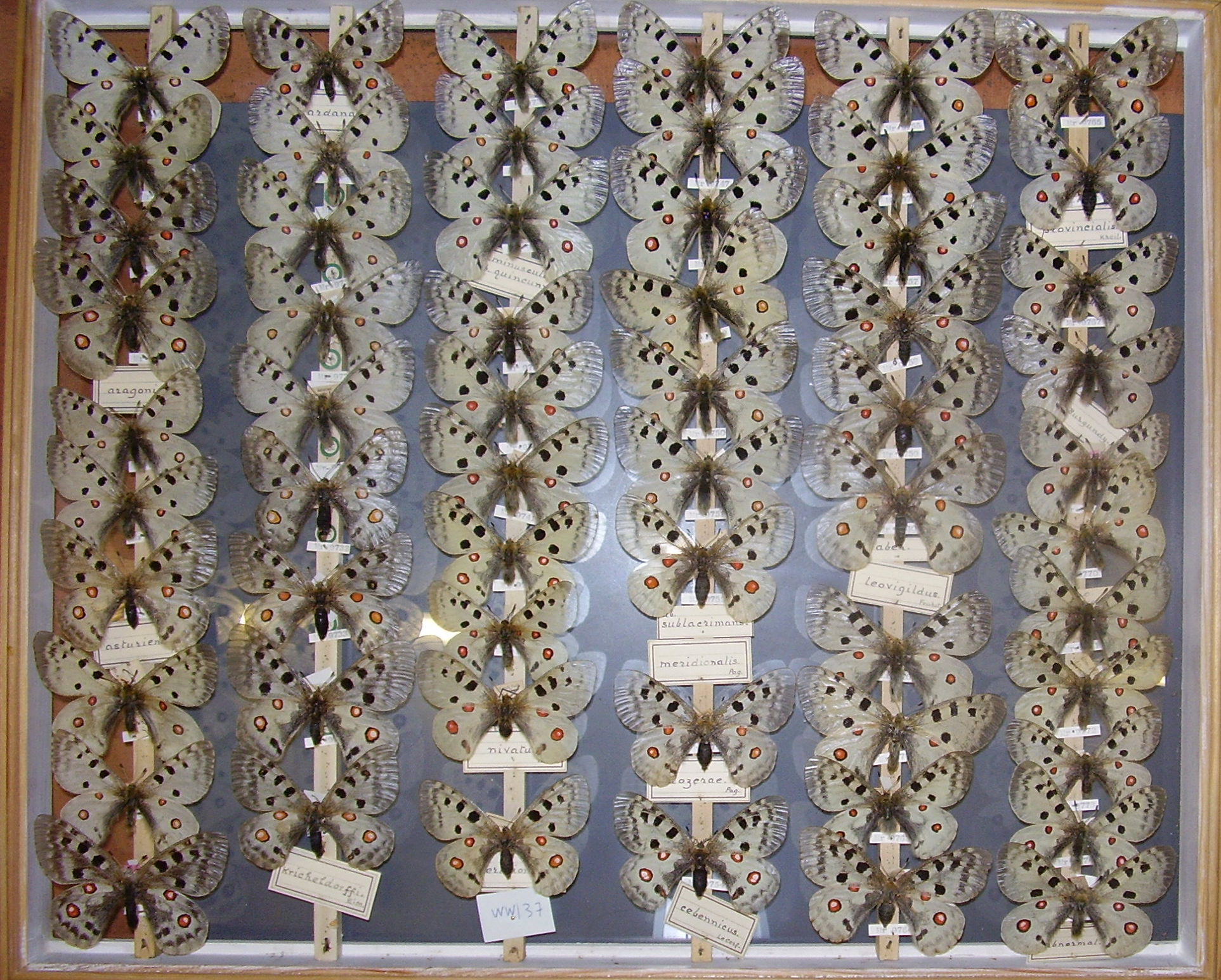
Энтомологическая коллекция аполлонов

Уничтожение природных биотопов обитания вида — вытаптывание и палы в окрестностях населённых пунктов, распашка опушек, облесение полян и пустошей. Вид обладает слабой способностью к миграциям, и исчезновение его в том или ином районе часто оказывается безвозвратным. Некоторые учёные одним из фактором исчезновения вида на равнинных территориях Европы называют также глобальное потепление климата. Наблюдающиеся в последние годы сильные зимние оттепели приводят к выходу зимующих гусениц из яйцевых оболочек, что приводит к их ослаблению и гибели (персональные сообщения энтомологов Сергея Мозгового, Воронежская область, Юрия Бережного, Липецк и других).

## Замечания по охране
Занесён в Красную книгу России, Украины, Беларуси, Германии, Швеции, Норвегии, Финляндии, а также местные Красные книги — Тамбовской, Московской, Смоленской, Новосибирской и других областей, Чувашии, Мордовии и других регионов.
В Красной книге Международного союза охраны природы (МСОП) вид имеет 3 категорию охраны — VU — уязвимый таксон, находящиеся под угрозой исчезновения в силу морфофизиологических и/или поведенческих особенностей, делающих их уязвимыми при любых, даже незначительных, изменениях окружающей среды.
Включён в «Красную книгу Европейских дневных бабочек» с категорией SPEC3 — вид, обитающий как в Европе, так и за её пределами, но находящийся на территории Европы под угрозой исчезновения.
В Пенинских горах Польши и в Приокско-Террасном заповеднике Московской области осуществлялись проекты по восстановлению популяции Аполлона, не давшие долговременного результата. Необходимо, в первую очередь, восстанавливать и расширять биотопы вида: создавать долговременные поляны и просеки, прекратить распашку лесных опушек, высаживать нектароносные растения для бабочек и кормовые — гусениц.